# 北京大学护理学院
北京大学护理学院，是北京大学医学部的一个下属学院，始建于1984年，是中国恢复高等护理教育后首批建立的高等护理教育院系之一，现任院长为尚少梅。
1999年7月，以北京医科大学护理系为基础，并入部分北京医科大学卫生学校的教职工，组建北京医科大学护理学院。2000年4月，北京大学和北京医科大学重组为新的北京大学后，该院系改名为北京大学护理学院，归医学部管理。
北京大学护理学院下设3个办公室，5个教研室和3个专业委员会组织。截至2010年，护理学院在校全日制研究生约30人，本科生200余人，专科生600余人。。
北京大学护理学院是中国第一个护理专业硕士学位授权单位，在教育部第三轮学科评估中护理学排名位居第一。2017年，北京大学护理学科进入QS世界大学学科排行榜百强，是中国大陆唯一进入世界百强的护理学科。